# 假球蒿
假球蒿（学名：Artemisia globosoides）是菊科蒿属的植物，为中国的特有植物。分布于中国大陆的宁夏、内蒙古等地，常生长在低海拔地区固定沙丘边缘与旷地上，目前尚未由人工引种栽培。